# José Raydan
José Raydan – miasto i gmina w Brazylii, w stanie Minas Gerais. Znajduje się w mikroregionie Peçanha.